# Fausto Cruz
Fausto Santiago Cruz (nacido el 1 de mayo de 1972 en Montecristi) es un ex infielder dominicano que jugó en las Grandes Ligas de Béisbol. Cruz jugó para los Atléticos de Oakland durante las temporadas 1994 y 1995 y para los Tigres de Detroit durante la temporada de 1996. Terminó con promedio de .191, 17 hits, 2 dobles, 7 carreras anotadas, 5 impulsadas en 39 juegos y 89 veces al bate. Además jugó en la Liga Mexicana para los Algodoneros de Unión Laguna y Leones de Yucatán. En la Liga Dominicana para los Gigantes del Cibao